# Chaubardiella
Chaubardiella is een geslacht van orchideeën uit de onderfamilie Epidendroideae.
Het zijn kleine epifytische planten uit vochtige tropische montane regenwouden uit de lagere regionen van het Andesgebergte, voornamelijk van Peru, Suriname en Costa Rica, gekenmerkt door een niet-geresupineerde bloem met een zeer holle bloemlip.

## Naamgeving en etymologie
De botanische naam Chaubardiella is afkomstig van het zustergeslacht Chaubardia, de uitgang -ella is een Latijnse verkleiningsvorm.

## Kenmerken
Chaubardiella-soorten zijn kleine epifytische planten met een sympodiale groei, zonder of met zeer kleine pseudobulben, maar met een korte stengel met twee rijen elkaar overlappende, waaiervormige geplaatste ovale bladeren, en één korte, okselstandige, liggende eenbloemigebloeistengel.
De vlezige bloemen zijn niet-geresupineerd (de bloemlip wijst naar boven) en hebben opgengespreide kelk- en kroonbladen en een holle, komvormige bloemlip die het gynostemium vrijlaat. Het gynostemium is kort en dik, met een slank, haakvormig rostellum, en twee ongelijke paren pollinia, door een vierkantig stipum verbonden met het viscidium, en die op de poten van de bestuivers geplaatst worden.

## Taxonomie
Chaubardiella werd in 1969 beschreven door Garay en omvatte toen vier soorten afkomstig uit de geslachten Stenia, Kefersteinia, Chondrorhyncha en Chaubardia. Het is een monofyletische groep.
Het geslacht omvat tien soorten. De typesoort is Chaubardiella tigrina.

### Soorten
- Chaubardiella calceolaris Garay (1969) (=Stenia calceolaris (Garay) Dodson & D.E.Benn. (1989))
- Chaubardiella dalessandroi Dodson & Dalström (1984)
- Chaubardiella delcastilloi D.E.Benn. & Christenson (1998)
- Chaubardiella hirtzii Dodson (1989)
- Chaubardiella pacuarensis Jenny (1989)
- Chaubardiella pubescens Ackerman (1981)
- Chaubardiella saccata (Garay) Garay (1969) (=Stenia saccata Garay (1969))
- Chaubardiella serrulata D.E.Benn. & Christenson (1998)
- Chaubardiella subquadrata (Schltr.) Garay (1969)
- Chaubardiella tigrina (Garay & Dunst.) Garay (1969)